# Hoofdklasse (vrouwenhandbal) 2016/17
De hoofdklasse is de laagste afdeling van het Nederlandse handbal op landelijk niveau. De hoofdklasse bestaat uit vijf (A, B, C, D en E) gelijkwaardige onafhankelijke groepen/competities elk bestaande uit 12 teams en een eigen kampioen. Het kan voorkomen, e.g. omdat teams zich terugtrekken, dat een competitie uit minder dan 12 teams bestaat.

## Opzet
- De vijf kampioenen promoveren rechtstreeks naar de Tweede divisie.
- De vijf ploegen die als laatste (twaalfde) eindigen degraderen naar de regio eerste klasse.
- Daarnaast spelen de vijf ploegen die als elfde zijn geëindigd onderling een halve competitie. De twee ploegen die hierbij als hoogste eindigen, handhaven zich in de hoofdklasse en de overige drie ploegen degraderen eveneens naar de regio eerste klasse.

Er promoveren dus 5 ploegen, en er degraderen 8 (gelijk aan het aantal eerste klassen) ploegen.

## Hoofdklasse A

### Teams
| Club                       | Plaats           | Provincie  | Hal                     |
| -------------------------- | ---------------- | ---------- | ----------------------- |
| Actief Klazienaveen        | Klazienaveen     | Drenthe    | Sporthal De Zon         |
| Combinatie '64             | Losser           | Overijssel | Sporthal de Fakkel      |
| Schuler Afbouwgroep/D.O.S. | Emmer-Compascuum | Drenthe    | De Klabbe               |
| D.S.V.D. 2                 | Deurningen       | Overijssel | Sporthal 't Hoge Vonder |
| E&O 2                      | Emmen            | Drenthe    | Angelslo                |
| Hacol '90                  | Oldenzaal        | Overijssel | Sporthal Vondersweijde  |
| JMS/Hurry-Up               | Zwartemeer       | Drenthe    | de Eendracht            |
| R.S.C.                     | Weerselo         | Overijssel | Sporthal 't Trefpunt    |
| Stevo                      | Geesteren        | Overijssel | Sporthal de Ransuil     |
| T.V.O.                     | Beckum           | Overijssel | Sporthal de Marke       |
| W.H.C.                     | Hengevelde       | Overijssel | Sporthal de Marke       |
| Zenderen Vooruit           | Zenderen         | Overijssel | Sporthal 't Wooldrik    |

### Stand
| Pos | Team                       | Wed | W  | G | V  | Ptn | DV  | DT  | +/−  | Opmerking                                                |
| --- | -------------------------- | --- | -- | - | -- | --- | --- | --- | ---- | -------------------------------------------------------- |
| 1   | Schuler Afbouwgroep/D.O.S. | 22  | 20 | 0 | 2  | 40  | 617 | 455 | +162 | Nacompetitie voor promotie naar de Tweede divisie        |
| 2   | D.S.V.D. 2                 | 22  | 15 | 2 | 5  | 32  | 581 | 500 | +81  |                                                          |
| 3   | T.V.O.                     | 22  | 12 | 2 | 8  | 26  | 501 | 482 | +19  |                                                          |
| 4   | Zenderen Vooruit           | 22  | 12 | 1 | 9  | 25  | 503 | 466 | +37  |                                                          |
| 5   | JMS/Hurry-Up               | 22  | 12 | 1 | 9  | 25  | 605 | 570 | +35  |                                                          |
| 6   | Hacol '90                  | 22  | 10 | 1 | 11 | 21  | 506 | 526 | −20  |                                                          |
| 7   | Combinatie '64             | 22  | 10 | 1 | 11 | 21  | 457 | 503 | −46  |                                                          |
| 8   | Stevo                      | 22  | 10 | 0 | 12 | 20  | 543 | 560 | −17  |                                                          |
| 9   | E&O 2                      | 22  | 9  | 0 | 13 | 18  | 529 | 524 | +5   |                                                          |
| 10  | W.H.C.                     | 22  | 9  | 0 | 13 | 18  | 432 | 467 | −35  |                                                          |
| 11  | R.S.C.                     | 22  | 7  | 3 | 12 | 17  | 527 | 563 | −36  | Nacompetitie voor degradatie naar de Regio Eerste Klasse |
| 12  | Actief Klazienaveen        | 22  | 0  | 1 | 21 | 1   | 425 | 610 | −185 | Degradeert naar de Regio Eerste Klasse                   |

### Uitslagen
| Thuis \ Uit                | ACT   | CMB   | DOS   | DSV   | E&O   | HAC   | HUR   | RSC   | STE   | TVO   | WHH   | ZEN   |
| -------------------------- | ----- | ----- | ----- | ----- | ----- | ----- | ----- | ----- | ----- | ----- | ----- | ----- |
| Actief Klazienaveen        |       | 22–23 | 20–31 | 23–35 | 22–33 | 18–21 | 17–33 | 21–24 | 20–28 | 15–19 | 17–21 | 17–25 |
| Combinatie '64             | 24–23 |       | 19–28 | 25–24 | 20–19 | 24–16 | 27–25 | 22–26 | 24–22 | 25–20 | 16–17 | 17–21 |
| Schuler Afbouwgroep/D.O.S. | 25–11 | 27–11 |       | 33–26 | 35–23 | 25–15 | 36–27 | 30–26 | 36–18 | 24–16 | 31–15 | 33–20 |
| D.S.V.D. 2                 | 32–24 | 25–15 | 21–28 |       | 32–22 | 28–16 | 27–23 | 25–26 | 22–18 | 24–15 | 24–15 | 20–20 |
| E&O 2                      | 31–20 | 25–10 | 21–23 | 32–39 |       | 23–17 | 20–26 | 36–21 | 23–27 | 33–21 | 21–13 | 26–21 |
| Hacol '90                  | 30–30 | 27–22 | 22–23 | 27–28 | 27–20 |       | 31–28 | 30–26 | 20–27 | 24–28 | 27–23 | 23–27 |
| JMS/Hurry-Up               | 31–17 | 28–26 | 29–26 | 32–34 | 29–26 | 28–25 |       | 35–31 | 40–30 | 22–19 | 34–22 | 22–20 |
| R.S.C.                     | 27–17 | 27–27 | 29–30 | 19–26 | 25–20 | 21–26 | 25–25 |       | 30–27 | 21–19 | 16–20 | 21–29 |
| Stevo                      | 39–24 | 19–21 | 24–27 | 21–20 | 24–28 | 21–26 | 30–25 | 26–25 |       | 15–18 | 29–21 | 26–25 |
| T.V.O.                     | 28–15 | 30–28 | 28–22 | 21–21 | 28–24 | 17–12 | 31–23 | 23–23 | 31–33 |       | 23–17 | 21–16 |
| W.H.C.                     | 23–16 | 11–12 | 15–19 | 28–29 | 20–12 | 17–19 | 25–18 | 24–18 | 26–19 | 15–26 |       | 22–18 |
| Zenderen Vooruit           | 27–16 | 21–19 | 19–25 | 17–19 | 24–11 | 22–25 | 25–22 | 25–20 | 28–20 | 30–19 | 23–22 |       |

## Hoofdklasse B

### Teams
| Club                 | Plaats                | Provincie  | Hal                     |
| -------------------- | --------------------- | ---------- | ----------------------- |
| AES Arnhem 2         | Arnhem                | Gelderland | Rijkerswoerd            |
| Groessen             | Duiven                | Gelderland | Sportcentrum Triominos  |
| Havas                | Almere                | Flevoland  | Sporthal Indische Buurt |
| Houten               | Houten                | Utrecht    | The Dome                |
| Plus Severijn/Heeten | Heeten                | Overijssel | Heeten Sporthal         |
| HVBS                 | Bunschoten-Spakenburg | Utrecht    | de Kuil                 |
| Lettele              | Lettele               | Overijssel | de Uutvlog              |
| Auto van Ewijk/LHC   | Lemelerveld           | Overijssel | Heidepark               |
| M.I.C.               | Meerssen - Valkenburg | Limburg    | Marsana                 |
| OBW                  | Herwen                | Gelderland | Lentemorgen             |
| Pacelli              | Zieuwent              | Gelderland | Sourcy Center           |
| Wesepe               | Olst                  | Overijssel | de Hooiberg             |

### Stand
| Pos | Team                 | Wed | W  | G | V  | Ptn | DV  | DT  | +/−  | Opmerking                                                |
| --- | -------------------- | --- | -- | - | -- | --- | --- | --- | ---- | -------------------------------------------------------- |
| 1   | M.I.C.               | 22  | 17 | 2 | 3  | 36  | 503 | 413 | +90  | Nacompetitie voor promotie naar de Tweede divisie        |
| 2   | Havas                | 22  | 16 | 1 | 5  | 33  | 591 | 416 | +175 |                                                          |
| 3   | AES Arnhem 2         | 22  | 15 | 3 | 4  | 33  | 555 | 488 | +67  |                                                          |
| 4   | Lettele              | 22  | 13 | 1 | 8  | 27  | 584 | 549 | +35  |                                                          |
| 5   | Pacelli              | 22  | 12 | 2 | 8  | 26  | 578 | 516 | +62  |                                                          |
| 6   | Auto van Ewijk/LHC   | 22  | 13 | 0 | 9  | 26  | 567 | 545 | +22  |                                                          |
| 7   | Wesepe               | 22  | 10 | 1 | 11 | 21  | 533 | 552 | −19  |                                                          |
| 8   | OBW                  | 22  | 7  | 1 | 14 | 15  | 502 | 543 | −41  |                                                          |
| 9   | HVBS                 | 22  | 6  | 3 | 13 | 15  | 439 | 506 | −67  |                                                          |
| 10  | Houten               | 22  | 7  | 0 | 15 | 14  | 430 | 489 | −59  |                                                          |
| 11  | Plus Severijn/Heeten | 22  | 4  | 2 | 16 | 10  | 437 | 590 | −153 | Nacompetitie voor degradatie naar de Regio Eerste Klasse |
| 12  | Groessen             | 22  | 3  | 2 | 17 | 8   | 421 | 533 | −112 | Degradeert naar de Regio Eerste Klasse                   |

### Uitslagen
| Thuis \ Uit          | AES   | GRO   | HAV   | HTN   | HOU   | HVB   | LET   | LHC   | MIC   | OBW   | PAC   | WES   |
| -------------------- | ----- | ----- | ----- | ----- | ----- | ----- | ----- | ----- | ----- | ----- | ----- | ----- |
| AES Arnhem 2         |       | 26–18 | 19–19 | 34–15 | 27–22 | 25–20 | 28–24 | 29–23 | 23–26 | 27–21 | 28–22 | 34–28 |
| Groessen             | 21–23 |       | 26–21 | 19–19 | 15–22 | 22–21 | 22–29 | 23–26 | 18–18 | 19–18 | 24–26 | 20–24 |
| Havas                | 25–14 | 30–4  |       | 34–13 | 25–15 | 25–16 | 31–23 | 37–23 | 23–24 | 30–14 | 24–19 | 37–18 |
| Plus Severijn/Heeten | 24–32 | 23–19 | 14–29 |       | 14–18 | 21–25 | 26–37 | 24–26 | 17–20 | 19–18 | 19–32 | 23–25 |
| Houten               | 19–27 | 24–20 | 18–26 | 20–21 |       | 22–19 | 20–22 | 21–16 | 15–26 | 21–23 | 23–21 | 19–20 |
| HVBS                 | 15–15 | 29–18 | 18–26 | 18–18 | 20–15 |       | 24–23 | 24–29 | 17–20 | 24–23 | 22–20 | 25–25 |
| Lettele              | 32–27 | 28–24 | 30–28 | 26–27 | 26–18 | 26–24 |       | 24–26 | 22–23 | 30–26 | 26–25 | 30–23 |
| Auto van Ewijk/LHC   | 24–22 | 22–16 | 27–26 | 34–29 | 20–23 | 31–16 | 29–25 |       | 20–30 | 30–19 | 32–26 | 35–29 |
| M.I.C.               | 16–17 | 32–14 | 18–19 | 22–14 | 21–17 | 21–11 | 24–19 | 20–19 |       | 32–18 | 24–20 | 18–17 |
| OBW                  | 28–30 | 23–20 | 21–27 | 31–16 | 26–18 | 21–11 | 26–30 | 28–26 | 22–22 |       | 23–31 | 25–22 |
| Pacelli              | 25–25 | 26–19 | 25–21 | 40–22 | 26–18 | 33–18 | 22–22 | 29–27 | 27–21 | 30–26 |       | 29–26 |
| Wesepe               | 21–23 | 23–20 | 17–28 | 31–19 | 28–22 | 27–22 | 26–30 | 25–22 | 24–25 | 28–22 | 26–24 |       |

## Hoofdklasse C

### Teams
| Club                     | Plaats                | Provincie     | Hal             |
| ------------------------ | --------------------- | ------------- | --------------- |
| BSAC                     | Venlo                 | Limburg       | d'n Adelaer     |
| ESC '90                  | Stein                 | Limburg       | Merode          |
| Habo '95                 | Boekel                | Noord-Brabant | De Burcht       |
| LimMid                   | Maasbracht            | Limburg       | Jo Gerrishallen |
| Margraten                | Margraten             | Limburg       | de Hoven        |
| M.I.C. 2                 | Meerssen - Valkenburg | Limburg       | Marsana         |
| NOAV                     | Susteren              | Limburg       | Reinoudhal      |
| PSV Handbal 2            | Eindhoven             | Noord-Brabant | De Vijfkamp     |
| Handbal Someren          | Someren               | Noord-Brabant | De Postel       |
| MBDE/De Sprint           | Deurne                | Noord-Brabant | De Peelhorst    |
| Vlug en Lenig 2          | Geleen                | Limburg       | Glanerbrook     |
| Cabooter/HandbaL Venlo 2 | Venlo                 | Limburg       | Craneveld       |

### Stand
| Pos | Team                     | Wed | W  | G | V  | Ptn | DV  | DT  | +/−  | Opmerking                                                |
| --- | ------------------------ | --- | -- | - | -- | --- | --- | --- | ---- | -------------------------------------------------------- |
| 1   | Margraten                | 22  | 19 | 0 | 3  | 38  | 499 | 456 | +43  | Nacompetitie voor promotie naar de Tweede divisie        |
| 2   | BSAC                     | 22  | 16 | 0 | 6  | 32  | 523 | 416 | +107 |                                                          |
| 3   | LimMid                   | 22  | 15 | 1 | 6  | 31  | 551 | 468 | +83  |                                                          |
| 4   | Cabooter/HandbaL Venlo 2 | 22  | 13 | 1 | 8  | 27  | 499 | 454 | +45  |                                                          |
| 5   | PSV Handbal 2            | 22  | 10 | 1 | 11 | 21  | 481 | 509 | −28  |                                                          |
| 6   | NOAV                     | 22  | 9  | 2 | 11 | 20  | 465 | 473 | −8   |                                                          |
| 7   | ESC '90                  | 22  | 10 | 0 | 12 | 20  | 509 | 544 | −35  |                                                          |
| 8   | M.I.C. 2                 | 22  | 9  | 1 | 12 | 19  | 489 | 518 | −29  |                                                          |
| 9   | Habo '95                 | 22  | 8  | 1 | 13 | 17  | 476 | 487 | −11  |                                                          |
| 10  | Vlug en Lenig 2          | 22  | 8  | 0 | 14 | 16  | 479 | 513 | −34  |                                                          |
| 11  | MBDE/De Sprint           | 22  | 5  | 3 | 14 | 13  | 455 | 511 | −56  | Nacompetitie voor degradatie naar de Regio Eerste Klasse |
| 12  | Handbal Someren          | 22  | 4  | 2 | 16 | 10  | 423 | 500 | −77  | Degradeert naar de Regio Eerste Klasse                   |

### Uitslagen
| Thuis \ Uit                    | BSA   | ESC   | HAB   | LIM   | MAR   | MIC   | NOA   | PSV   | SOM   | SPR   | VEN   | V&L   |
| ------------------------------ | ----- | ----- | ----- | ----- | ----- | ----- | ----- | ----- | ----- | ----- | ----- | ----- |
| BSAC                           |       | 19–22 | 25–17 | 21–23 | 25–13 | 25–20 | 24–11 | 23–17 | 27–15 | 22–19 | 22–17 | 21–17 |
| ESC '90                        | 18–26 |       | 33–26 | 32–31 | 20–25 | 24–22 | 24–20 | 26–19 | 26–19 | 29–27 | 21–29 | 22–20 |
| Habo '95                       | 19–28 | 23–19 |       | 23–21 | 19–21 | 34–19 | 19–15 | 20–24 | 27–19 | 23–25 | 21–21 | 28–23 |
| LimMid                         | 21–20 | 32–19 | 28–20 |       | 22–23 | 21–23 | 27–25 | 29–16 | 27–17 | 26–26 | 16–15 | 34–20 |
| Margraten                      | 22–19 | 30–23 | 23–19 | 25–23 |       | 20–18 | 20–19 | 19–23 | 23–19 | 25–20 | 27–22 | 23–22 |
| M.I.C. 2                       | 26–24 | 24–20 | 25–24 | 24–26 | 22–25 |       | 19–22 | 28–21 | 15–10 | 29–25 | 22–24 | 27–21 |
| NOAV                           | 22–23 | 27–23 | 21–16 | 19–26 | 25–27 | 21–16 |       | 22–24 | 24–18 | 24–24 | 21–17 | 19–15 |
| PSV Handbal 2                  | 23–27 | 23–18 | 22–19 | 19–27 | 14–23 | 29–26 | 29–22 |       | 20–20 | 17–16 | 21–29 | 22–28 |
| Handbal Someren                | 14–24 | 30–24 | 20–23 | 18–31 | 17–19 | 31–15 | 22–22 | 20–24 |       | 17–15 | 18–16 | 20–21 |
| MBDE/De Sprint                 | 12–29 | 19–26 | 17–21 | 23–17 | 19–21 | 23–23 | 18–23 | 13–29 | 20–19 |       | 20–23 | 28–18 |
| Cabooter Group/HandbaL Venlo 2 | 23–21 | 26–16 | 20–18 | 21–22 | 24–22 | 23–24 | 22–20 | 30–25 | 29–19 | 24–18 |       | 28–21 |
| Vlug en Lenig 2                | 25–28 | 27–24 | 18–17 | 19–21 | 22–23 | 25–22 | 20–21 | 24–20 | 28–21 | 26–28 | 19–16 |       |

## Hoofdklasse D

### Teams
| Club                       | Plaats                  | Provincie     | Hal                       |
| -------------------------- | ----------------------- | ------------- | ------------------------- |
| DWS                        | Schiedam                | Zuid-Holland  | Groenoordhal              |
| Heerle                     | Heerle                  | Noord-Brabant | De Omganck                |
| Hellas 2                   | Den Haag                | Zuid-Holland  | Hellashal                 |
| Goodflooring/H.M.C.-H.V.M. | Raamsdonksveer          | Noord-Brabant | Dongemond                 |
| NEA                        | Ouderkerk aan de Amstel | Noord-Holland | Bindelwijk                |
| R.H.V.                     | Rijen                   | Noord-Brabant | Tropical                  |
| ROAC                       | Rijpwetering            | Zuid-Holland  | Hertogshal                |
| Schipluiden                | Schipluiden             | Zuid-Holland  | Post-Kogeko Sporthal      |
| SC Twist                   | Schiedam                | Zuid-Holland  | Westwijk                  |
| Sima Sport/Ventura         | Schiedam                | Zuid-Holland  | Sporthal Willem Alexander |
| WPK/Westlandia 2           | Naaldwijk               | Zuid-Holland  | De Pijl                   |
| WHC                        | Den Haag                | Zuid-Holland  | Loosduinen                |

### Stand
| Pos | Team                       | Wed | W  | G | V  | Ptn | DV  | DT  | +/−  | Opmerking                                                |
| --- | -------------------------- | --- | -- | - | -- | --- | --- | --- | ---- | -------------------------------------------------------- |
| 1   | Sima Sport/Ventura         | 22  | 21 | 1 | 0  | 43  | 680 | 448 | +232 | Nacompetitie voor promotie naar de Tweede divisie        |
| 2   | WHC                        | 22  | 16 | 1 | 5  | 33  | 471 | 394 | +77  |                                                          |
| 3   | R.H.V.                     | 22  | 16 | 0 | 6  | 32  | 554 | 432 | +122 |                                                          |
| 4   | Hellas 2                   | 22  | 15 | 2 | 5  | 32  | 609 | 522 | +87  |                                                          |
| 5   | SC Twist                   | 22  | 12 | 2 | 8  | 26  | 473 | 426 | +47  |                                                          |
| 6   | Heerle                     | 22  | 11 | 0 | 11 | 22  | 498 | 457 | +41  |                                                          |
| 7   | Goodflooring/H.M.C.-H.V.M. | 22  | 9  | 2 | 11 | 20  | 504 | 487 | +17  |                                                          |
| 8   | WPK/Westlandia 2           | 22  | 8  | 3 | 11 | 19  | 449 | 482 | −33  |                                                          |
| 9   | NEA                        | 22  | 7  | 3 | 12 | 17  | 509 | 546 | −37  |                                                          |
| 10  | ROAC                       | 22  | 3  | 2 | 17 | 8   | 385 | 511 | −126 |                                                          |
| 11  | Schipluiden                | 22  | 3  | 0 | 19 | 6   | 348 | 533 | −185 | Nacompetitie voor degradatie naar de Regio Eerste Klasse |
| 12  | DWS                        | 22  | 3  | 0 | 19 | 6   | 428 | 670 | −242 | Degradeert naar de Regio Eerste Klasse                   |

### Uitslagen
| Thuis \ Uit                | DWS   | H&H   | HEE   | HEL   | NEA   | RHV   | ROA   | SCH   | TWI   | VNT   | WES   | WHC   |
| -------------------------- | ----- | ----- | ----- | ----- | ----- | ----- | ----- | ----- | ----- | ----- | ----- | ----- |
| DWS                        |       | 25–34 | 18–25 | 22–34 | 28–27 | 27–36 | 19–21 | 17–30 | 18–25 | 19–40 | 23–17 | 16–23 |
| Goodflooring/H.M.C.-H.V.M. | 29–25 |       | 21–28 | 21–19 | 25–25 | 19–21 | 25–17 | 32–16 | 19–23 | 20–21 | 22–24 | 20–23 |
| Heerle                     | 34–15 | 19–22 |       | 27–23 | 34–21 | 18–26 | 28–16 | 32–19 | 20–21 | 25–27 | 23–20 | 18–20 |
| Hellas 2                   | 45–18 | 28–25 | 28–26 |       | 31–24 | 26–19 | 36–25 | 22–17 | 25–14 | 27–27 | 28–24 | 20–19 |
| NEA                        | 41–23 | 21–27 | 22–24 | 28–25 |       | 16–24 | 26–19 | 23–16 | 19–17 | 27–33 | 31–18 | 21–21 |
| R.H.V.                     | 29–11 | 31–20 | 23–14 | 33–22 | 24–14 |       | 30–15 | 34–11 | 26–22 | 20–27 | 25–16 | 23–24 |
| ROAC                       | 26–18 | 23–27 | 14–17 | 23–24 | 20–20 | 16–28 |       | 14–15 | 18–25 | 14–37 | 13–21 | 12–16 |
| Schipluiden                | 16–28 | 11–25 | 14–19 | 20–34 | 21–18 | 17–25 | 11–17 |       | 15–27 | 16–36 | 15–16 | 9–21  |
| SC Twist                   | 31–13 | 20–18 | 16–11 | 25–25 | 30–17 | 21–18 | 21–16 | 23–14 |       | 24–27 | 18–18 | 17–19 |
| Sima Sport/Ventura         | 36–18 | 28–19 | 26–20 | 40–33 | 35–24 | 34–21 | 30–15 | 30–16 | 28–21 |       | 29–13 | 35–15 |
| WPK/Westlandia 2           | 39–10 | 20–20 | 29–23 | 25–33 | 23–29 | 18–21 | 18–18 | 18–15 | 19–13 | 19–28 |       | 21–17 |
| WHC                        | 32–17 | 19–14 | 16–13 | 20–21 | 28–15 | 24–17 | 19–13 | 22–14 | 23–19 | 22–26 | 28–13 |       |

## Hoofdklasse E

### Teams
| Club                    | Plaats        | Provincie     | Hal             |
| ----------------------- | ------------- | ------------- | --------------- |
| Berdos                  | Bergen        | Noord-Holland | de Europahal    |
| Cometas                 | Leeuwarden    | Friesland     | Kalverdijkje 2  |
| Geel-Zwart              | 't Zand       | Noord-Holland | de Multitreffer |
| KSV                     | Heerhugowaard | Noord-Holland | Waardergolf     |
| Schagen                 | Schagen       | Noord-Holland | de Spartahal    |
| Westfriesland/SEW 3     | Nibbixwoud    | Noord-Holland | de Bloesem      |
| Tornado                 | Heerhugowaard | Noord-Holland | Waardergolf     |
| U.S.                    | Amsterdam     | Noord-Holland | de Pijp         |
| Succes Schoonmaak/VOC 3 | Amsterdam     | Noord-Holland | Elzenhagen      |
| KRAS/Volendam           | Volendam      | Noord-Holland | Opperdam        |
| Maedilon/VZV 2          | 't Veld       | Noord-Holland | 't Zijveld      |
| Zeeburg                 | Diemen        | Noord-Holland | Sporthal Diemen |

### Stand
| Pos | Team                    | Wed | W  | G | V  | Ptn | DV  | DT  | +/−  | Opmerking                                                |
| --- | ----------------------- | --- | -- | - | -- | --- | --- | --- | ---- | -------------------------------------------------------- |
| 1   | KRAS/Volendam           | 21  | 19 | 1 | 1  | 39  | 605 | 427 | +178 | Nacompetitie voor promotie naar de Tweede divisie        |
| 2   | Geel-Zwart              | 21  | 14 | 0 | 7  | 28  | 581 | 525 | +56  |                                                          |
| 3   | Zeeburg                 | 22  | 13 | 2 | 7  | 28  | 529 | 490 | +39  |                                                          |
| 4   | U.S.                    | 22  | 12 | 2 | 8  | 26  | 519 | 490 | +29  |                                                          |
| 5   | KSV                     | 22  | 13 | 0 | 9  | 26  | 522 | 516 | +6   |                                                          |
| 6   | Westfriesland/SEW 3     | 22  | 12 | 0 | 10 | 24  | 550 | 537 | +13  |                                                          |
| 7   | Berdos                  | 22  | 11 | 1 | 10 | 23  | 510 | 463 | +47  |                                                          |
| 8   | Tornado                 | 22  | 8  | 3 | 11 | 19  | 456 | 489 | −33  |                                                          |
| 9   | Maedilon/VZV 2          | 22  | 8  | 0 | 14 | 16  | 465 | 508 | −43  |                                                          |
| 10  | Cometas                 | 22  | 7  | 1 | 14 | 15  | 504 | 567 | −63  |                                                          |
| 11  | Succes Schoonmaak/VOC 3 | 22  | 7  | 0 | 15 | 14  | 486 | 567 | −81  | Nacompetitie voor degradatie naar de Regio Eerste Klasse |
| 12  | Schagen                 | 22  | 2  | 0 | 20 | 4   | 415 | 563 | −148 | Degradeert naar de Regio Eerste Klasse                   |

### Uitslagen
| Thuis \ Uit             | BRD   | COM   | GEE   | KSV   | SHN   | SEW   | TOR   | US    | VOC   | VOL   | VZV   | ZEE   |
| ----------------------- | ----- | ----- | ----- | ----- | ----- | ----- | ----- | ----- | ----- | ----- | ----- | ----- |
| Berdos                  |       | 29–19 | 30–25 | 27–22 | 33–12 | 19–22 | 23–25 | 27–27 | 31–16 | 22–24 | 16–24 | 20–16 |
| Cometas                 | 21–17 |       | 24–26 | 23–35 | 30–25 | 25–29 | 23–29 | 27–31 | 20–24 | 24–31 | 22–19 | 25–25 |
| Geel-Zwart              | 22–21 | 27–25 |       | 25–27 | 25–16 | 33–29 | 28–22 | 36–23 | 30–16 | 27–35 | 36–23 | 26–27 |
| KSV                     | 20–27 | 20–24 | 32–24 |       | 22–16 | 25–21 | 18–21 | 31–26 | 29–25 | 26–32 | 21–16 | 22–28 |
| Schagen                 | 10–18 | 19–24 | 19–28 | 19–25 |       | 20–18 | 24–26 | 25–30 | 20–28 | 17–24 | 20–21 | 20–27 |
| Westfriesland/SEW 3     | 25–18 | 26–18 | 26–32 | 19–22 | 32–15 |       | 24–25 | 22–25 | 27–24 | 24–36 | 29–20 | 26–19 |
| Tornado                 | 18–26 | 23–25 | 17–25 | 17–18 | 26–17 | 27–28 |       | 24–23 | 21–22 | 13–13 | 23–19 | 19–22 |
| U.S.                    | 22–26 | 24–17 | 30–27 | 19–11 | 14–17 | 16–18 | 16–16 |       | 35–17 | 25–22 | 23–18 | 27–26 |
| Succes Schoonmaak/VOC 3 | 25–24 | 22–26 | 26–31 | 25–29 | 28–27 | 27–28 | 25–19 | 21–22 |       | 25–33 | 18–22 | 18–22 |
| Volendam                | 30–14 | 39–20 | [ a ] | 34–24 | 34–21 | 28–24 | 33–15 | 23–19 | 22–15 |       | 32–19 | 29–18 |
| Maedilon/VZV 2          | 16–23 | 22–20 | 22–26 | 21–22 | 22–16 | 29–31 | 19–12 | 18–22 | 30–18 | 19–24 |       | 23–22 |
| Zeeburg                 | 22–19 | 25–22 | 35–22 | 27–21 | 28–20 | 34–22 | 18–18 | 21–20 | 19–21 | 16–27 | 32–23 |       |

1. ↑  De uitgevallen wedstrijd Volendam – Geel-Zwart, is door het NHV niet opnieuw ingepland daar deze wedstrijd geen verandering meer in de eindstand kon veroorzaken.

## Nacompetitie voor degradatie
De 5 nummers 11 van de afzonderlijke groepen/competities spelen, op één dag op neutraal terrein (Sportcentrum Triominos in Duiven), onderling een halve competitie van ingekorte wedstrijden (2x 20 minuten). De 2 ploegen die als hoogste eindigen, handhaven zich in de Hoofdklasse. De 3 ploegen die als laatste eindigen, degraderen naar de Regio Eerste Klasse.

### Stand
| Pos | Team                    | Wed | W | G | V | Ptn | DV | DT | +/− | Opmerking                              |
| --- | ----------------------- | --- | - | - | - | --- | -- | -- | --- | -------------------------------------- |
| 1   | MBDE/De Sprint          | 4   | 3 | 0 | 1 | 6   | 81 | 61 | +20 |                                        |
| 2   | Succes Schoonmaak/VOC 3 | 4   | 3 | 0 | 1 | 6   | 76 | 69 | +7  |                                        |
| 3   | R.S.C.                  | 4   | 2 | 0 | 2 | 4   | 87 | 81 | +6  | Degraderen naar de Regio Eerste Klasse |
| 4   | Plus Severijn/Heeten    | 4   | 2 | 0 | 2 | 4   | 87 | 87 | 0   | Degraderen naar de Regio Eerste Klasse |
| 5   | Schipluiden             | 4   | 0 | 0 | 4 | 0   | 61 | 94 | −33 | Degraderen naar de Regio Eerste Klasse |

1. ↑  Doordat NEA en Berdos kenbaar maakten af te zien van deelname aan de hoofdklasse voor volgend seizoen, werd R.S.C. uiteindelijk degradatie bespaart.

### Uitslagen
| Thuis \ Uit             | HTN   | RSC   | SCH   | SPR   | VOC   |
| ----------------------- | ----- | ----- | ----- | ----- | ----- |
| Plus Severijn/Heeten    |       |       | 26–22 | 19–25 |       |
| R.S.C.                  | 22–20 |       |       | 16–27 |       |
| Schipluiden             |       | 14–30 |       |       | 17–20 |
| MBDE/De Sprint          |       |       | 18–8  |       | 11–18 |
| Succes Schoonmaak/VOC 3 | 18–22 | 20–19 |       |       |       |

## Nacompetitie voor promotie
De 5 kampioenen van de afzonderlijke groepen/competities spelen, op één dag op neutraal terrein (The Dome in Houten), onderling een halve competitie van ingekorte wedstrijden (2x 20 minuten). De 4 ploegen die als hoogste eindigen, promoveren naar de Tweede divisie. De ploeg die als laagste eindigt, blijft in de Hoofdklase.

### Stand
| Pos | Team                       | Wed | W | G | V | Ptn | DV | DT | +/− | Opmerking                         |
| --- | -------------------------- | --- | - | - | - | --- | -- | -- | --- | --------------------------------- |
| 1   | Schuler Afbouwgroep/D.O.S. | 4   | 3 | 0 | 1 | 6   | 71 | 53 | +18 | Promoveren naar de Tweede divisie |
| 2   | KRAS/Volendam              | 4   | 3 | 0 | 1 | 6   | 81 | 67 | +14 | Promoveren naar de Tweede divisie |
| 3   | Sima Sport/Ventura         | 4   | 2 | 0 | 2 | 4   | 74 | 73 | +1  | Promoveren naar de Tweede divisie |
| 4   | M.I.C.                     | 4   | 2 | 0 | 2 | 4   | 58 | 69 | −11 | Promoveren naar de Tweede divisie |
| 5   | Margraten                  | 4   | 0 | 0 | 4 | 0   | 52 | 74 | −22 |                                   |

### Uitslagen
| Thuis \ Uit                | DOS   | MAR   | MIC   | VNT   | VOL   |
| -------------------------- | ----- | ----- | ----- | ----- | ----- |
| Schuler Afbouwgroep/D.O.S. |       | 16–10 | 22–11 |       |       |
| Margraten                  |       |       |       | 15–18 | 15–24 |
| M.I.C.                     |       | 16–12 |       | 18–17 |       |
| Sima Sport/Ventura         | 19–14 |       |       |       | 20–26 |
| Volendam                   | 13–19 |       | 18–13 |       |       |